# Compatibilité (droit)
Pour les articles homonymes, voir Compatibilité.
En France, dans le domaine du droit, la compatibilité est un niveau de rapport entre deux normes qui peuvent entrer en conflit. 
L'obligation de compatibilité est une obligation négative de non-contrariété ; c'est-à-dire qu'une norme est jugée compatible avec une autre dès lors qu'elle n'y contrevient pas.
Ce n'est donc pas une obligation de conformité mais plutôt une obligation de respecter les principes essentiels de la norme dite supérieure.
Autrement dit : la norme inférieure ne doit pas avoir pour effet ni pour objet d'empêcher ou freiner l'application de la norme supérieure.
L'obligation de compatibilité est l'un des 3 niveaux (niveau intermédiaire) de la notion juridique « d’opposabilité », les autres étant la simple « prise en compte » et la « conformité ».
Cette notion est souvent utilisée pour régir les rapports entre les documents d'urbanisme.

## Exemple
En matière d'urbanisme, un plan local d'urbanisme doit être compatible avec un schéma de cohérence territoriale.